# Procambarus rathbunae
Procambarus rathbunae là một loài tôm sông trong họ Cambaridae. Nó là loài đặc hữu của Okaloosa County và Walton County, Florida, and is listed as Data Deficient on the Sách Đỏ IUCN.